# オートモービル (雑誌)
オートモービルは、モーター・トレンド・グループが発行するアメリカの自動車雑誌である。

## 概要
デイヴィッド・E・デイヴィス率いるカー・アンド・ドライバーの元編集員たちは、「退屈なクルマはない」という信条を掲げ、ルパート・マードックが立ち上げたニューズ・コーポレーションの支援を受けて 1986 年にオートモービルを創刊した。 オートモービルは、他の自動車関連出版物よりもライフスタイル誌としての性格が際立っており、デイヴィスはこれがモーター・トレンドの姉妹誌であったにもかかわらず、カー・アンド・ドライバーの編集者としての在職期間からその編集テーマを大きく拡張してきた。
他の自動車雑誌とは異なり、オートモービルは自動車の装備テストを頻繁に実施したり、多くの技術データを提供したりすることはなかった。代わりに、車両のレビューは、現実世界の環境での車両に関して主観的かつありのままに書かれた体験レポートという形であった。さらに、オートモービル誌は各号のかなりの部分を、現在は生産されていないものの、コレクターや自動車の歴史全体にとって依然として重要な車両を取り上げるために確保した。たとえば、この雑誌には、特定の古い車の詳細なレビューである「Collectible Classic (収集価値のあるクラシック)」や、最近のクラシックカーやアンティークカーのオークションからのレポートなどの特集が組まれていた。また、自動車には元ゼネラルモーターズのデザイナー、ロバート・カンバーフォードによる定期的なコラムも掲載されており、現行の量産モデルやショーカーのスタイリング要素を分析し、しばしばそれらのデザインを古い車のデザインと結びつけていた。
2019年12月、モーター・トレンド・グループの子会社であるTENパブリッシングは、オートモービルの出版を中止すると発表した。最終号は2020年2月に発行された。その後、「Automobile By MotorTrend」としてインターネット上での掲載が続いている。

## 出版社
- 1986–1991: ニューズ・コーポレーション
- 1991–2007: プリメディア
- 2007–2014: ソース・インターリンク・メディア
- 2014–2017: ザ・エンスージアスト・ネットワーク (TEN)
- 2017–2020: モーター・トレンド・グループ

## 賞与歴

### オートモービル・オブ・ザ・イヤー
1990年から2014年まで、オートモービルは毎年1台の車に「オートモービル・オブ・ザ・イヤー」を授与した。
- 1990: マツダ・ロードスター
- 1991: アキュラ・NSX
- 1992: キャデラック・セビルツーリングセダン
- 1993: クライスラー・コンコード / ダッジ・イントレピッド / イーグル・ビジョン
- 1994: クライスラー・ネオン / ダッジ・ネオン
- 1995: BMW・M3
- 1996: ホンダ・シビックフェリオ
- 1997: トヨタ・RAV4
- 1998: ポルシェ・ボクスター
- 1999: フォルクスワーゲン・ニュービートル
- 2000: フォード・フォーカス
- 2001: シボレー・コルベット
- 2002: スバル・インプレッサWRX
- 2003: 日産・フェアレディZ
- 2004: 三菱・ランサーエボリューション
- 2005: クライスラー・300C
- 2006: BMW・3シリーズ
- 2007: フォルクスワーゲン・ゴルフGTI
- 2008: アウディ・R8
- 2009: 日産・GT-R
- 2010: フォルクスワーゲン・ゴルフGTI
- 2011: シボレー・ボルト
- 2012: アウディ・A7
- 2013: テスラ・モデルS
- 2014: シボレー・コルベットスティングレー

### オートモービル・オールスター
2015年、オートモービルは「オートモービル・オブ・ザ・イヤー」賞を「オートモービル・オールスター」に置き換え、毎年複数の車をリストに挙げた。
- 2015: アルファロメオ・4C、BMW・i8、BMW・2シリーズ、シボレー・カマロ、フォード・マスタング、 ホンダ・フィット、 ランボルギーニ・ウラカン、メルセデス・ベンツ・Cクラス、スバル・インプレッサ / インプレッサWRX、フォルクスワーゲン・ゴルフGTI[8]
- 2016: フェラーリ・488 GTB、フォード・マスタング シェルビーGT350、マツダ・ロードスター、マクラーレン・570S、ポルシェ・ケイマンGT4、フォルクスワーゲン・ゴルフR、ボルボ・XC90[9]
- 2017: アキュラ・NSX、BMW・M2、シボレー・ボルトEV、ホンダ・シビックハッチバックスポーツ、ポルシェ・718ケイマンS、ボルボ・S90[10]
- 2018: フォード・GT、ホンダ・アコードスポーツ2.0T、ホンダ・シビックタイプR、レクサス・LC 500、マクラーレン・720S、メルセデスAMG・GT R、ポルシェ・911カレラGTS、ボルボ・V90 T6 AWD [11]
- 2019: BMW・M2コンペティション、フェラーリ・812スーパーファスト、ヒュンダイ・ヴェロスターN、マクラーレン・600LT、メルセデス・ベンツ・G550、日産・アルティマSR 2.0T、ポルシェ・911 GT2 RS
- 2020: ベントレー・コンチネンタルGT V8、シボレー・コルベットスティングレー、フェラーリ・F8トリブート、フォード・マスタング シェルビーGT350、キア・テルライド、マツダ・MAZDA3ファストバック、ポルシェ・911カレラS、トヨタ・GR Supra

### デザイン・オブ・ザ・イヤー
- 1990: 日産・フェアレディZ
- 1991: アキュラ・NSX
- 1992: ホンダ・シビックVXハッチバック
- 1993: マツダ・RX-7
- 1994: サーブ・900
- 1995: フェラーリ・456
- 1996: フォード・トーラス
- 1997: GM・EV1
- 1998: クライスラー・コンコード
- 1999: BMW・Mクーペ
- 2000: アウディ・TT
- 2001: アルファロメオ・156スポーツワゴン
- 2002: メルセデス・ベンツ・SLクラス
- 2003: BMW・Z4
- 2004: トヨタ・プリウス
- 2005: BMW・6シリーズ
- 2006: ポンティアック・ソルスティス
- 2007: アストンマーティン・ヴァンテージ
- 2008: アウディ・R8
- 2009: アウディ・A5
- 2010: 日産・キューブ
- 2011: ジャガー・XJ
- 2012: フィスカー・カルマ
- 2013: ポルシェ・ボクスター
- 2014: BMW・i8
- 2015: メルセデス・ベンツ・Sクラスクーペ
- 2016: フォード・GT
- 2017: ボルボ・S90
- 2018: テスラ・モデル3
- 2019: BMW・8シリーズ
- 2020: ポルシェ・タイカン